# Aurélie Nemours

Aurélie Nemours, Diagrama de La alineación del siglo XXI

Aurélie Nemours, de soltera Marcelle Baron, (29 de octubre de 1910 - 27 de enero de 2005) fue una pintora parisina que realizó pinturas geométricas abstractas y estuvo muy influenciada por De Stijl y el neoplasticismo.

## Biografía
Aurélie Nemours nació el 29 de octubre de 1910 en París, Francia.
En 1929 se matriculó en la École du Louvre.
En 1936 se casó con Auguste Nemours.
En 1941 Nemours asistió a la Academia Andre Lhote. En 1945 comenzó a escribir poesía. Expuso por primera vez en el Salón de Arte Sacro en 1946 y siguió haciéndolo hasta 1979.
Nemours estableció su estilo en 1949, luego usó su forma de medios para realizar investigaciones sobre la interacción de las líneas y su relación con las superficies coloreadas, los ángulos, el punto de las formas geométricas, horizontales y verticales.
Desde 1949 hasta 1992, Nemours participó en el Salon des Réalités Nouvelles.
En 1950 se publicó Midi la lune, su colección de poemas.
A fines de la década de 1950, Nemours viajó a Haití.
Nemours realizó numerosas exposiciones a lo largo de su vida que culminaron en una retrospectiva en el Centro Georges Pompidou en 2004.
Nemours murió el 27 de enero de 2005 en París.

## Estilo artístico
Antes de cualquier desarrollo  realizaba mediciones, estudios, croquis y dibujos. Luego pasó a lo esencial, blanco y negro o color; para ella, el color es "pura energía". Después de un aprendizaje, desarrolló su visión en varios estudios y, sobre todo, en el de Fernand Léger. Inspirándose en Léger, Nemour suaviza sus bordes de formas y líneas, imbuyendo sus lienzos de la sensualidad del propio acto de pintar. Trabajó en blanco y negro y colores llamativos, y perfeccionó su vocabulario visual en planos horizontales y verticales, ángulos rectos, líneas, rectángulos y, en última instancia, el cuadrado, su representación ideal de la armonía universal. Trabaja así en series desde 1965-1970: el cuadrado se convierte en el tamaño clave de su obra. Aunque dejó de pintar en 2002, siguió siendo reconocida y homenajeada por distintos artistas que han seguido su línea trabajando de forma constante e innovadora en el campo del pensamiento afirmando su propia visión.
Ha habido varios artículos sobre Aurélie Nemours, incluido 'La 11.ª edición de Artparis dio la bienvenida a 43.000 visitantes' escrito para ArtDaily en 2009. También se han vendido en subasta numerosas obras de la artista, incluido 'RYTHME DU MILLIMETER SB' vendido en Artcurial Briest-Poulain-F. Tajan 'Arte Contemporáneo 2' en 2012 por $91,005.